# نظرآباد (نازیل، یک)
نظرآباد یا موتور خدانظر روستایی در دهستان نازیل بخش نازیل شهرستان تفتان استان سیستان و بلوچستان ایران است.

## جمعیت
بر پایه سرشماری عمومی نفوس و مسکن در سال ۱۳۹۵ جمعیت این روستا ۲۸ نفر (۶خانوار) بوده‌است.